# Белкин, Игорь Николаевич
И́горь (Его́р) Никола́евич Бе́лкин (род. 15 апреля 1962, Верхняя Пышма, Свердловская область) — советский и российский рок-музыкант, автор песен. Наиболее известен как гитарист свердловских рок-групп «Урфин Джюс», «Настя» и «Наутилус Помпилиус». Основатель и один из лидеров группы «Р-Клуб». Совместно с Ильёй Кормильцевым записал сольный альбом «Около радио».

## Биография
Детское прозвище «Егор» на всю жизнь стало для Игоря Белкина творческим псевдонимом. В школе он слушал песни «Beatles», «T-Rex», Сьюзи Кватро, «Shocking Blue», под влиянием которых решил сам научиться играть на гитаре. Свою первую группу Егор организовал в 1975 году – коллектив «The Keys» играл на школьных вечерах.
В 1979 году при Доме культуры верхнепышминской фабрики детской игрушки  «Радуга» начала свою деятельность группа «Р-Клуб», гитаристом, вокалистом и автором значительной части репертуара которой стал Белкин. 6 июня 1981 года «Р-Клуб» принял участие в первом в Свердловске рок-фестивале на приз Свердловского Архитектурного института и получил приз зрительских симпатий. На фестивале Белкин познакомился с Александром Пантыкиным, который через несколько месяцев пригласил его в свою группу «Урфин Джюс» в качестве гитариста и вокалиста.
В 1981-1986 годах «Урфин Джюс» неоднократно выезжал за пределы Свердловска для участия в рок-фестивалях. На фестивале «Опус-82» в Вильнюсе Егор Белкин получил приз как лучший гитарист. Он участвовал в записях альбомов «Урфина Джюса» «15» (1982) и  «Жизнь в стиле Heavy Metal» (1984), причём не только как гитарист, но и как аранжировщик.
Когда после 1984 года «Урфин Джюс» снизил творческую активность, Белкин решил реализовать собственный музыкальный материал, который не находил места в формате «УД». В результате летом 1985 года были записаны 10 песен на музыку Егора Белкина и стихи Ильи Кормильцева, ставшие альбомом «Около радио». В записи принимали участие коллеги Белкина по «Урфину Джюсу» Александр Пантыкин и Владимир Назимов, а также Виктор Комаров и Алексей Могилевский из группы «Наутилус Помпилиус» и экс-солистка группы «Трек»  Настя Полева.  
Когда 15 марта 1986 года начал работу Свердловский рок-клуб, среди коллективов, входивших в его состав, значилась и «Группа Егора Белкина». Её сценический дебют состоялся на Первом фестивале Свердловского рок-клуба 22 июня 1986 года. Концертная программа состояла из песен «Около радио», которые исполняли Егор Белкин (гитара, вокал), Александр Пантыкин (клавишные), Вячеслав Бутусов (гитара), Дмитрий Умецкий (бас), Алексей Могилевский (саксофон) и Владимир Назимов (барабаны). Выступление вызвало горячий отклик зрителей, и «Группа Егора Белкина» стала наряду с «Наутилусом Помпилиусом» и «Чайфом» лауреатом фестиваля.  
В конце 1986 года «Группа Егора Белкина» стала часто выступать в Свердловске, а в первой половине 1987 года развела активную гастрольную деятельность по Советскому Союзу. Продолжалось это, правда, недолго: растущая популярность «Наутилуса Помпилиуса» и связанные с этим регулярные гастрольные поездки не оставили возможности Бутусову, Умецкому и Могилевскому участвовать в параллельных проектах. Последнее выступление «Группы Егора Белкина» состоялось 3 мая 1987 года на сцене свердловского Дворца молодёжи.
Так как к этому времени «Урфин Джюс» фактически прекратил существование, Белкин сосредоточился на продюсировании группы «Настя» и на учёбе. В 1988 году он окончил с красным дипломом философский факультет УрГУ с дипломной работой „Эстетика трансцендентализма“. В том же году Вячеслав Бутусов пригласил Белкина гитаристом в «Наутилус Помпилиус», где Егор играл до роспуска «золотого» состава группы в конце 1988 года.
Следующие три года Белкин появлялся на сцене в качестве гитариста группы «Настя». Он также являлся продюсером всех студийных альбомов этого коллектива. В 1991 году Бутусов, реформируя гитарную версию «Наутилуса Помпилиуса», вновь позвал Белкина в свою группу, и Егор играл в составе «НП» до 1994 года. С этого времени Егор Белкин полностью посвятил себя работе в группе «Настя», являясь бессменным гитаристом, аранжировщиком и продюсером коллектива.

Егор Белкин сыграл главные роли в двух ранних фильмах режиссёра Алексея Балабанова – «У меня нет друга, или One step beyond» (1988) и «Настя и Егор» (1989). В саундтрек первого из них вошли несколько песен из альбома «Около радио».

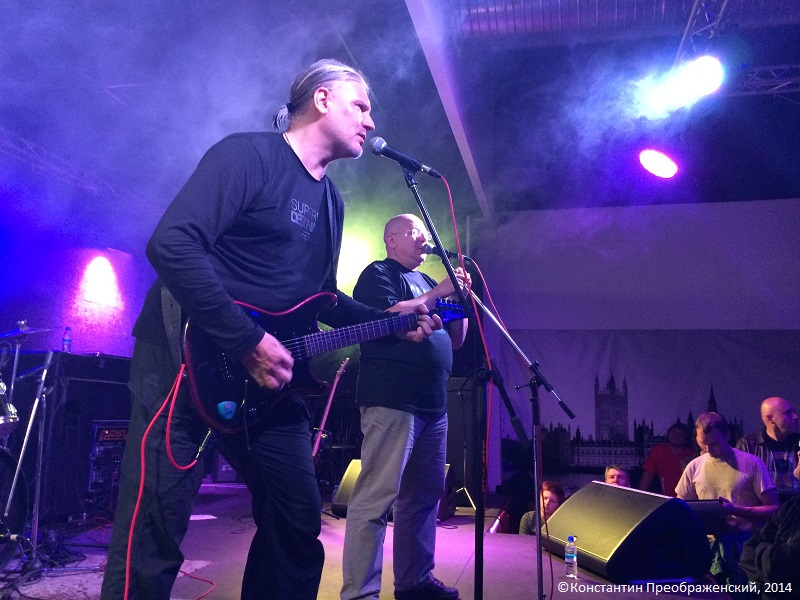
Егор Белкин и Александр Пантыкин на фестивале памяти Ильи Кормильцева «Иллюминатор-2014»

Егор Белкин неоднократно участвовал в юбилейных концертах и ре-юнионах групп, в которых он в разное время играл: «Урфина Джюса» (1997, 2000, 2016), «Группы Егора Белкина» (2009), «Р-Клуба» (2013-2020). В 2008 году на фестивале «Старый Новый Рок» он играл в составе группы «Трек». Песня Белкина «Соня любит Петю» являлась гимном фестиваля «Старый Новый Рок» и ежегодно исполнялась всеми участниками фестиваля в качестве финальной коды.  
В 2019 году Егор Белкин решил вновь заняться сольным творчеством. В течение года он вместе с Алексеем Могилевским записал 12 новых композиций. В записи также участвовали Владимир Назимов, Александр Пантыкин и гитарист «Аквариума» Алексей Зубарев. Получился англоязычный альбом «Carryin' Coals To Newcastle». Тексты новых песен написал сам Егор. Алексей Могилевский и Александр Коротич перевели их на русский язык, после чего была записана русскоязычная версия альбома, названная «В Тулу со своим самоваром». Сценический дебют нового сольного проекта «Егор Белкин и Друзья» состоялся 1 октября 2019 года на фестивале «Иллюминатор» в московском клубе Glastonberry Pub. 16 апреля 2022 года в студии Светланы Сургановой «ПушкинРядом» был снят видеоконцерт, состоявший из песен альбомов «Около радио» и «В Тулу со своим самоваром». Концертный вариант группы «Егор Белкин и Друзья» выглядит так: Егор Белкин (гитара, вокал), Алексей Могилевский (клавишные, саксофон, вокал), Михаил Сафошкин (бас), Владимир Назимов (барабаны).
С 1993 года Егор Белкин живёт в Санкт-Петербурге. 

## Дискография
- 1985 – Около радио
- 2020 – «Carryin' Coals To Newcastle»
- 2020 — В Тулу со своим самоваром

Наутилус Помпилиус:
1988 - Ни кому ни кабельность (Столицы)
1988 - Раскол (Отбой)
1990 - Наугад
1992 - Чужая земля
1993 - Отчёт за 10 лет